# Presidentval i Ukraina
Presidentval i Ukraina hålls värt femte år då landets president väljs i direkta, allmänna val, om ingen kandidat uppnår minst 50% av rösterna genomförs en andra valomgång mellan de två kandidater som fick flest röster i första valomgången. Ingen kan väljas till mer än två på varandra följande presidentvalsperioder. Valet 2014 var det sjätte presidentvalet i Ukraina sedan självständigheten 1991. För att kandidera i presidentvalet måste man vara fyllda 35 år, ha ukrainskt medborgarskap, ha bott i Ukraina minst tio år före valdagen och behärska landets officiella språk, ukrainska.